# Sonet 120 (William Szekspir)

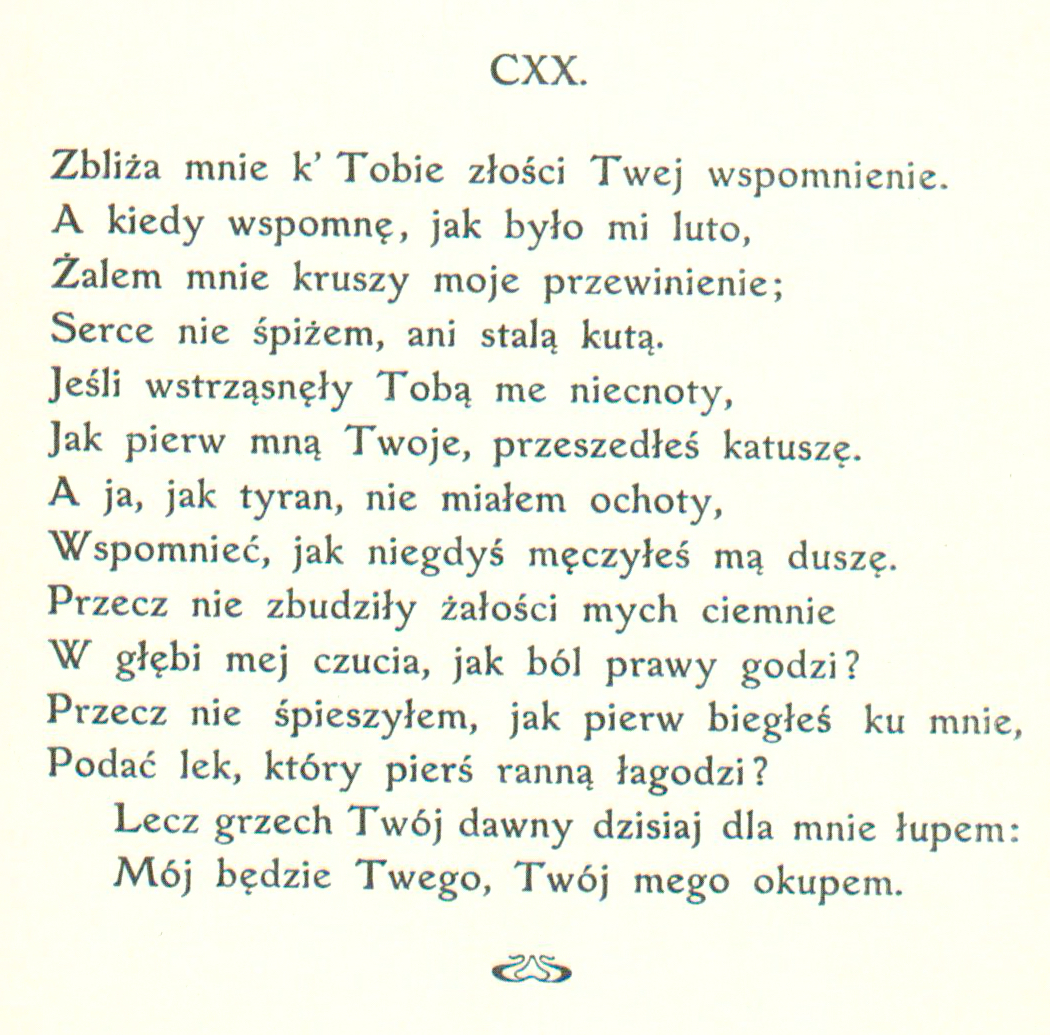
Pierwszy przekład sonetu 120 na język polski z 1913 przez Marię Sułkowską.

That you were once unkind befriends me now,

And for that sorrow, which I then did feel,

Needs must I under my transgression bow,

Unless my nerves were brass or hammered steel.

For if you were by my unkindness shaken,

As I by yours, you've passed a hell of time;

And I, a tyrant, have no leisure taken

To weigh how once I suffered in your crime.

O! that our night of woe might have remembered

My deepest sense, how hard true sorrow hits,

And soon to you, as you to me, then tendered

The humble salve, which wounded bosoms fits!

But that your trespass now becomes a fee;

Mine ransoms yours, and yours must ransom me.

Jam rad, żeś ongi był mi niełaskawy,

A gdy mi na myśl przyjdzie moja zmaza,

Giąćbym się musiał pod jarzmem tej sprawy,

Chyba me nerwy z miedzi lub żelaza.

Gdybyś ty cierpiał tak pod moim młotem,

Jakież piekielne przeszedłbyś godziny,

A ja, ten tyran, nie myślałem o tem,

Ile przykrości zniosłem z twojej winy!

Gdybym był pomny owej cierpień nocy,

Pokazującej, jak ból żywy piecze,

Lekbym ci podał, jak ty mnie, o mocy,

Co umie goić ranne serca człecze.

Lecz dziś na równi nasze grzechy stoją;

Ja spłacam winę twą, a ty zaś moją.

Sonet 120 (incipit That you were once vnkind be-friends mee now) – jeden z cyklu 154 sonetów autorstwa Williama Szekspira. Po raz pierwszy został opublikowany w 1609 roku.
Sonet 120 jest kontynuacją sonetu 119.

## Treść
W sonecie tym podmiot liryczny, przez niektórych badaczy utożsamiany z autorem, kontynuuje obronę swojego postępowania, jednakże sofizmat traci w tym sonecie znaczenie. Podmiot liryczny przypomina sobie swoje uczucia w chwili kiedy w przeszłości zdradził go przyjaciel i uświadamia sobie, że nadal odczuwa ból na samo wspomnienie tego momentu. Jednocześnie odczuwa ulgę na wspomnienie, że wybaczył mu wówczas i liczy na otrzymanie takiego samego wybaczenia w obecnej chwili. 

## Polskie przekłady
| 1913 |  | Zbliża mnie k’ Tobie złości Twej wspomnienie.   |  | Maria Sułkowska     | [ 11 ] |
| 1922 |  | Jam rad, żeś ongi był mi niełaskawy,            |  | Jan Kasprowicz      | [ 4 ]  |
| 1948 |  | Rad jestem temu, żeś mi niegdyś zranił duszę    |  | Władysław Tarnawski | [ 12 ] |
| 1968 |  | Żeś mi kiedyś dokuczył, to mnie dziś ośmiela    |  | Marian Hemar        | [ 13 ] |
| 1979 |  | Twa dawna wrogość jest przyjaznym darem,        |  | Maciej Słomczyński  | [ 14 ] |
| 2011 |  | Żeś mi niegdyś okazał niechęć – wczuć się umiem |  | Stanisław Barańczak | [ 7 ]  |
| 2015 |  | To, żeś raz oschły był, daje mi pojąć,          |  | Ryszard Długołęcki  | [ 15 ] |